# Risius spurcus
Risius spurcus är en insektsart som beskrevs av Stsl 1859. Risius spurcus ingår i släktet Risius och familjen Dictyopharidae. Inga underarter finns listade i Catalogue of Life.